# دورنیه دو ۳۱
دورنیه دو ۳۱ (به انگلیسی: Dornier_Do_31) یک هواگرد از نوع عمودپرواز هواپیمای باری ساخت شرکت دورنیه فلوکتسایک‌ورک در آلمان است. هواگرد دورنیه دو ۳۱ نخستین پروازش را در ۱۰ فوریه ۱۹۶۷ میلادی انجام داد. برنامه ساخت این هواگرد در نهایت لغو گردید. در مجموع، تعداد ۳ فروند از این هواگرد ساخته شده‌است.